# Dariusz Fryszkowski
Dariusz Fryszkowski (ur. 1962) – polski siatkarz i trener. Wychowanek Czarnych Radom. W 1984 roku z radomską drużyną awansował do Ekstraklasy, w której występował przez wiele lat. Po zakończeniu kariery zawodniczej został szkoleniowcem. W sezonie 2003/04 trenował siatkarzy I-ligowego Jadaru Radom, pełniąc na początku jednocześnie funkcję prezesa klubu. Przez kolejny rok był asystentem trenera Jacka Skroka, a od czerwca do grudnia 2005 Grzegorza Wagnera. W tym samym czasie prowadził również drużynę II-ligowych rezerw. W grudniu 2005 rozwiązał z klubem umowę za porozumieniem stron ze względu na problemy osobiste. Na trenerską ławkę powrócił jednak w końcówce sezonu, w czasie finałowych spotkań Jadaru w rundzie play-off przeciwko Chemikowi Bydgoszcz, w których radomianie wywalczyli awans Polskiej Lidze Siatkówki. Wówczas wraz z Robertem Grzanką asystował Witoldowi Romanowi. W 2013 został menedżerem zespołu PlusLigi, Cerradu Czarnych Radom.